# David Evrard
Pour les articles homonymes, voir Evrard.
David Evrard, dit E411, né le 6 juillet 1971 à Cologne (alors en Allemagne de l'Ouest), est un dessinateur belge.

## Biographie
David Evrard naît le 6 juillet 1971 à Cologne. Il vient en Belgique à l'âge de 3 ans. Il poursuit ses humanités artistiques à l'Institut Saint-Luc de Bruxelles,,,. Son parcours l'amène pour un bref passage en section supérieure, où il a pour professeurs Marc Sevrin et Pierre Pourbaix et à l'Académie royale des beaux-arts de Bruxelles. Il publie ses premiers dessins dans l'Office de la Naissance et de l'Enfance, en Belgique. En bande dessinée, il aime Bodart, Conrad, Hardy, Séverin, et F'murr. Il dit aimer le trait a priori désinvolte de certains illustrateurs anglais comme Quentin Blake ou Tony Ross. Il réalise comme travail scolaire, un récit de 3 pages Un métier de chien, publié dans le périodique Jet des éditions Le Lombard en février 1990.
Il crée au début des années 1990 la série Max et Bouzouki avec Falzar au scénario pour la revue Bonjour des Éditions Averbode. Max et Bouzouki obtiennent leur propre mensuel éponyme en 2004 (112 numéros au compteur et 15 albums édités chez Kennes éditions).
En 1994, il collabore une première fois avec le journal de Spirou dans lequel il signe sous le pseudonyme d'E411 qui est une autoroute européenne reliant la Belgique à la France, puis réalise plusieurs dessins pour la rubrique « Les Couvertures que vous ne deviez pas voir ».
À partir de 1995, sur des scénarios de Fauche et Adam, il dessine des ouvrages de communication pour des entreprises pour, entre autres le groupe Accor (Alph-art de la communication à Angoulême en 1996), Hewlett-Packard, Laroche-Posay, etc. En 1997, il lance une nouvelle série humoristique Hervé T.T. avec François Gilson au scénario pour Spirou. En 2009, les éditions Vents d'Ouest éditent sa série Edwin et les Twins (scénario de Falzar). En octobre 2009, Edwin et les Twins reçoit le Grand Prix des Lecteurs du Journal de Mickey,.
En 2011, les éditions Sandawe éditent Maître Corbaque (scénario de Zidrou), créé pour le journal de Spirou en 1998, première bande dessinée mondiale financée par des internautes. Il crée toujours avec Zidrou en 2011, la série Schumi (prix Escapade 2013) pour les éditions Paquet, adaptée en dessin animé sous le nom Will sur France TV en 2016.
De 2013 à 2015, il publie 3 tomes de Dans les Yeux de Camille, avec Falzar puis dans le cadre des 35 ans du Parlement wallon, E411 reçoit la distinction de Talent Wallon,.
Avec Morvan et Tréfouël, il publie à partir de 2017 la bande dessinée Irena, (Glénat, 5 tomes), sur l'histoire d'Irena Sendlerowa, travailleuse sociale polonaise, qui a sauvé 2 500 enfants juifs du ghetto de Varsovie pendant la Seconde Guerre mondiale. Le cinquième tome, La Vie après, figure dans la sélection pour le Festival d'Angoulême 2021.
En mars 2022, il publie l'album Obéir c'est trahir, désobéir c'est servir,, premier volume de la biographie de Simone Lagrange, sur un scénario de Jean-David Morvan chez Glénat. La même année, il publie dans Spirou : Un ami de Spirou est franc et droit..., le premier tome de la série Les Amis de Spirou, une histoire qui tourne autour de la biographie de Jean Doisy, scénarisée par Jean-David Morvan et la mise en couleur est assurée par Ben BK, aux éditions Dupuis en 2023. Le second tome correspondant au second commandement des ADS : Un ami de Spirou a du cran, il sait dire oui ou non sort de presse en 2025. 

### Vie privée
Il réside à Lasne en 1990. Puis, il réside à Bousval, en Belgique.

## Œuvre

### Séries

#### Edwin et les Twins
- 1. Premières couches[23], Vents d'Ouest, Issy-les-Moulineaux, 11 février 2009
Scénario : Falzar - Dessin : David Evrard - Couleurs : Laurent -  (ISBN 978-2-7493-0450-2)
- 2. Tsunamis à roulettes, Vents d'Ouest, Issy-les-Moulineaux, 10 février 2010
Scénario : Falzar - Dessin : David Evrard - Couleurs : Laurent -  (ISBN 978-2-7493-0546-2)

#### Schumi
- 1. Comme sur des roulettes[24] !, Éditions Paquet, janvier 2011
Scénario : Zidrou - Dessin : David Evrard - Couleurs : quadrichromie -  (ISBN 978-2-88890-374-1)
- 2. Handicapé toi-même[25] !, Éditions Paquet, 14 avril 2012
Scénario : Zidrou - Dessin : David Evrard - Couleurs : quadrichromie -  (ISBN 978-2-88890-477-9)

#### Maître  Corbaque
- 1. Que justice soit (mal) faite !, Sandawe, février 2011
Scénario : Zidrou - Dessin : David Evrard - Couleurs : Studio Leonardo -  (ISBN 978-2-930623-00-9)[26],[27]
- 2. Maître  Corbaque is back !, projet des Éditions Sandawe, s.d.
Scénario : Zidrou - Dessin : David Evrard - Couleurs : Studio Leonardoprojet non abouti, à lire en ligne[28]

#### Dans les yeux de Camille
- 1. Plus Belge la Vie[29],[30],[31], La Renaissance du livre, coll. « Renaissance de la BD », 18 décembre 2013
Scénario : Falzar - Dessin : David Evrard - Couleurs : Laurent -  (ISBN 2-507-05156-6)
- 2. Belgicoutai !, Renaissance du livre, coll. « Renaissance de la BD », Waterloo, 3 juillet 2014
Scénario : Falzar - Dessin : David Evrard - Couleurs : Laurent -  (ISBN 978-2-507-05214-0)
- 3. I love Belgium, Renaissance du livre, coll. « Renaissance de la BD », Waterloo, 17 avril 2015
Scénario : Falzar - Dessin : David Evrard - Couleurs : Laurent -  (ISBN 978-2-507-05242-3)

#### Irena
- 1. Le Ghetto[32], Glénat, coll. « Tchô ! L'aventure... », Grenoble, 4 janvier 2017
Scénario : Jean-David Morvan, Séverine Tréfouël - Dessin : David Evrard - Couleurs : Walter -  (ISBN 978-2-344-01363-2)
- 2. Les Justes[33],[34],[35], Glénat, coll. « Tchô ! L'aventure... », Grenoble, 22 mars 2017
Scénario : Jean-David Morvan, Séverine Tréfouël - Dessin : David Evrard - Couleurs : Walter -  (ISBN 978-2-344-02009-8) .
- 3. Varso-Vie[36], Glénat, coll. « Tchô ! L'aventure... », Grenoble, 17 janvier 2018
Scénario : Jean-David Morvan, Séverine Tréfouël - Dessin : David Evrard - Couleurs : Walter -  (ISBN 978-2-344-02276-4).
- 4. Je suis fier de toi[37], Glénat, coll. « Tchô ! L'aventure... », Grenoble, 6 mars 2019
Scénario : Jean-David Morvan, Séverine Tréfouël - Dessin : David Evrard - Couleurs : Walter -  (ISBN 978-2-344-03111-7)
- 5. La Vie après[38],[39], Glénat, coll. « Tchô ! L'aventure... », Grenoble, 15 janvier 2020
Scénario : Jean-David Morvan, Séverine Tréfouël - Dessin : David Evrard - Couleurs : Walter -  (ISBN 978-2-344-03303-6).

#### Simone
- 1. Obéir c'est trahir, désobéir c'est servir[19],[40],[41],[42], Glénat, Grenoble, 23 mars 2022
Scénario : Jean-David Morvan - Dessin : David Evrard - Couleurs : Walter -  (ISBN 978-2-344-04315-8)
- 2. Tu entres par la porte mais tu sortiras par la cheminée[43],[44],[45],[46] !, Glénat, Grenoble, 17 janvier 2024
Scénario : Jean-David Morvan - Dessin : David Evrard - Couleurs : BenBK -  (ISBN 978-2-344-04951-8)

#### Les Amis de Spirou
- 1. Un ami de Spirou est franc et droit[47],[48],[49]..., Dupuis, Marcinelle, 20 janvier 2023
Scénario : Jean-David Morvan - Dessin : David Evrard - Couleurs : BenBK -  (ISBN 979-10-34763-18-4)
- 2. Un ami de Spirou a du cran, il sait dire oui ou non[21],[50],[51],[52]..., Dupuis, Marcinelle, 17 janvier 2025
Scénario : Jean-David Morvan - Dessin : David Evrard - Couleurs : BenBK -  (ISBN 978-2-8085-0769-1)

### Albums publicitaires
- Triera bien qui triera le dernier[53], Accor, janvier 1995
Scénario : Xavier Fauche, Éric Adam - Dessin : David Evrard - Couleurs : Vittorio LeonardoRéalisé par Une Bulle en Plus. Cet album a reçu l'Alphart de la communication d'entreprise au festival BD d'Angoulême de 1996.
- À la recherche du diamant perdu, SIAAP, s.d.
Scénario : Éric Adam - Dessin : David Evrard - Couleurs : Laurent
- Le Fils du soleil en connaît un rayon[54], Une bulle en plus, janvier 2001
Scénario : Xavier Fauche - Dessin : David Evrard - Couleurs : LaurentAlbum broché de 26 pages au format A6.
- Certaines économies coûtent cher[55]..., Hp Invent, juin 2002
Scénario : Éric Adam - Dessin : David Evrard - Couleurs : LaurentFormat A6. Réalisé par Une bulle en plus
- Pour le choix du papier, y a pas photo[56] !, Hp Invent, janvier 2003
Scénario : Xavier Fauche et Éric Adam - Dessin : David Evrard - Couleurs : LaurentFormat A6. Réalisé par Une bulle en plus
- Le Papier peint... Quel effet ça fait[57] !, 4murs, Saint-Cloud, avril 2003
Scénario : Xavier Fauche et Éric Adam - Dessin : David Evrard - Couleurs : LaurentFormat A6. Réalisé par Une bulle en plus. (OCLC 469256491)
- Transports vers le futur[58], Acte là!, janvier 2003
Scénario : Xavier Fauche et Éric Adam - Dessin : David Evrard - Couleurs : LaurentFormat A5. Réalisé par Une bulle en plus
- Le Tarissement : pour le meilleur et pour le pis[59], Laboratoire Vetoquinol, janvier 2004
Scénario : Xavier Fauche et R. Jansem - Dessin : David Evrard - Couleurs : LaurentRéalisé par Une bulle en plus
- Zach et les acariens[60], www.acarup.com, septembre 2016
Scénario : Falzar - Dessin et couleurs : David EvrardFormat à l'italienne, BD publicitaire (10 pages) avec jeux.

### Albums collectifs
- Animaux a(d)mis[61], Alliance européenne, Tilff, janvier 1990
Scénario : collectif - Dessin : collectif dont David Evrard -  (ISBN 2-87364-000-6)
- 2. Papa je t'aime - 2010[62], Vents d'Ouest coll. « Humour », Paris, 2 juin 2010
Scénario : collectif - Dessin : collectif dont David Evrard -  (ISBN 978-2-7493-0575-2)
- La BD qui fait du bien[63], Glénat, Grenoble, 31 janvier 2018
Scénario et couleurs : collectif - Dessin : collectif dont David Evrard -  (ISBN 978-2-344-02665-6)

### Illustrations
- 1995 : Et pourquoi pas quelques recettes végétariennes ? : En voici 50, par Luce Evrard-Dupuis, éd. Luce Evrard-Dupuis, Lasne, p. 108[64]
- 2009 : Grandir en toute sécurité de 0 à 9 mois, ONE[65]
- 2009 : Grandir en toute sécurité de 18 mois à 3 ans, ONE[66]

### Périodiques
- Un métier de chien[8], 3 planches, Jet no 2 de février 1990.

Les dessins de E411 ont paru principalement dans le journal Spirou entre 1994 et 2013 (ponctuellement entre 2013 et 2017) et dans la revue Bonjour. J'aime lire - Max! (Bayard Jeunesse), publication dans le no 203 de 2015.

### Multimédia
- Les clés de la lecture : BD et récits : CE1-CE2 / [auteurs, collectif SEDRAP] ; Falzar ; [illustrations, David Evrard], SEDRAP, coll. « Les Clés de la lecture » . Niveau 1, Toulouse, 2018,  (ISSN 2114-3951) (BNF 45535591) (OCLC 1053803488)

## Distinctions
- 2015 : Talent wallon décerné par le Parlement wallon[68] ;
- 2017 :  prix du public France 3 Auvergne Rhône Alpes, Festival BD Alpe d'Huez pour Le Ghetto[69],[70] ;
- 2018 : 
  -  prix du public France 3 Auvergne Rhône Alpes, Festival BD Alpe d'Huez[70] ;
  -  Éléphant d’or prix du public France 3, décerné par le Festival international de la bande dessinée de Chambéry, à Séverine Tréfouël et David Evrard, pour l’album Irena (éd. Glénat)[71],[72] ;
  -   Éléphant d’or album de l’année, Chambéry Savoie BD, à Séverine Tréfouël et David Evrard, pour l’album Irena (éd. Glénat)[71],[72].